# Alfred Teobaldi
Alfred Teobaldi (* 31. Oktober 1897 in Zürich; † 26. August 1977 ebenda) war ein Schweizer Theologe und der erste Generalvikar in Zürich. Durch seine vielseitige sozial-karitative, theologisch-pädagogische sowie kirchenpolitische Tätigkeit prägte er die Entwicklung der katholischen Kirche im Kanton Zürich.

## Leben und Werk
Er war der Sohn eines piemontesischen Bahnarbeiters und Händlers sowie einer Bündnerin aus Bosco/Gurin. Nach dem Besuch der Klosterschule Disentis studierte er am Priesterseminar Chur und wurde 1920 zum Priester geweiht. Nach weiteren Studien in Freiburg, Paris und Münster promovierte er 1923 zum Doktor der Staatswissenschaften. 1923 bis 1938 war er Vikar von St. Anton Zürich-Hottingen sowie Präses des Gesellenvereins Zürich, ab 1923 Leiter des Gesellenhauses Wolfbach, ab 1926 Präses des Zürcher Kantonalverbands des Schweizerischen Katholischen Volksvereins und Mitglied dessen Zentralkomitees. Zwischen 1935 und seinem Tod 1977 wirkte Alfred Teobaldi im Nebenamt als Seelsorger in der Psychiatrischen Poliklinik Burghölzli, in der Strafanstalt Regensdorf und im Bezirksgefängnis Zürich. Zudem war er 1937 bis 1941 zuständig für die Jugend- und Bildungsarbeit im katholischen Jugendsekretariat und war bis zu seinem Tod Seelsorger im Knabeninstitut Montana auf dem Zugerberg sowie in der Internatsschule Walterswil in Baar und im Kinderheim Lattenberg ob Stäfa.
In den 1930er Jahren publizierte Alfred Teobaldi verschiedentlich zur Arbeiterfrage und zum Lehrlingsschutz aus christlich-sozialer Sicht. Anfang der 1960er Jahre machte er im Vatikan eine Eingabe, dass der Gebrauch von Traubensaft statt des Messweins in Ausnahmefällen gestattet werde. Zudem setzte er sich bereits vor dem Zweiten Vatikanum für die Wiedereinführung des ständigen Diakonats ein. Posthum erschien sein Werk: Katholiken im Kanton Zürich.
Alfred Teobaldi gründete und initiierte folgende katholische Kircheneinrichtungen: 
- 1926 Gründer und Mitarbeiter der Caritas Zürich
- 1954 Gründer der Glaubenskurse für Laien
- 1927 Initiant und Mitarbeiter der kath. Volkshochschule
- 1966 Initiant und Bauherr der Paulus-Akademie Zürich
- 1943, 1950 und 1957 war er der Organisator der Zürcher Katholikentage[1]

Vom Bischof in Chur, Christian Caminada, wurde Alfred Teobaldi 1951 bis 1956 zum bischöflichen Kommissar berufen und war 1956 bis 1969 der erste Generalvikar des Kantons Zürich. 1964 wurde er von Bischof Johannes Vonderach zum Domherr in Chur ernannt. Alfred Teobaldi war die treibende Kraft in Zürich für die staatskirchenrechtliche Anerkennung der katholischen Kirche 1963. Zwischen 1963 und 1967 war er Mitglied der Zentralkommission der katholischen Landeskirche des Kantons Zürich.

## Ehrungen
- 1936 Ehrenbürger von Bosco/Gurin
- 1945 Päpstlicher Hausprälat
- 1967 Apostolischer Protonotar.

## Trivia
Der Zürcher Schriftsteller Kurt Guggenheim setzte Alfred Teobaldi in seinem Roman Alles in allem in der Figur des Pfarrers Hausherr ein Denkmal als stadtbekannte, prägende Persönlichkeit.